# Emilio Casalini (ciclista)
Emilio Casalini (Cornocchio di Golese, 5 novembre 1941 – Parma, 14 gennaio 2024) è stato un ciclista su strada italiano, professionista dal 1965 al 1973, che guadagnò la vittoria di una tappa al Giro d'Italia.

## Carriera
Fu soprattutto gregario di corridori come Vittorio Adorni, Eddy Merckx e Felice Gimondi. I principali successi da professionista furono una tappa al Giro d'Italia 1968 e una tappa al Giro di Sardegna 1969. Fu terzo in due tappe della Tirreno-Adriatico 1968 e al Trofeo Laigueglia 1970.

## Palmarès
- 1964 (dilettanti)

Coppa Collecchio
- 1968 (Faema, una vittoria)

10ª tappa Giro d'Italia (Trento > Monte Grappa)
- 1969 (Scic, una vittoria)

7ª tappa Giro di Sardegna (Torrenieri > Roma)

## Piazzamenti

### Grandi giri
- Giro d'Italia

1966: 46º
1967: 51º
1968: 64º
1969: 53º
1971: 67º
1972: 47º

### Classiche monumento
- Milano-Sanremo

1965: 72º
1967: 107º
1968: 75º
1970: 90º
- Giro di Lombardia

1967: 22º